# Prélature territoriale d'Esquel
La prélature territoriale d'Esquel (en latin : Praelatura Territorialis Esquelensis ; en espagnol : Prelatura territorial de Esquel) est une prélature territoriale de l'Église catholique en Argentine, suffragante de l'archidiocèse de Bahía Blanca.

## Territoire
Elle comprend cinq départements de la province de Chubut : Cushamen, Futaleufú, Languiñeo, Paso de Indios et Tehuelches avec un territoire d'une superficie de 78 000 km2 divisé en 11 paroisses.
Le siège épiscopal est dans la ville d'Esquel où se trouve la cathédrale du Sacré-Cœur-de-Jésus (es).

## Historique
La prélature territoriale est érigée le 14 mars 2009 par la constitution apostolique De maiore spirituali bono du pape Benoît XVI en prenant une partie du territoire du diocèse de Comodoro Rivadavia. Il est nommé suffragant de l'archidiocèse de Bahía Blanca.

## Évêques
- José Slaby, C.Ss.R, depuis le 14 mars 2009